# Dorno
Dorno é uma comuna italiana da região da Lombardia, província de Pavia, com cerca de 4.182 habitantes. Estende-se por uma área de 30 km², tendo uma densidade populacional de 139 hab/km². Faz fronteira com Alagna, Garlasco, Gropello Cairoli, Pieve Albignola, Sannazzaro de' Burgondi, Scaldasole, Valeggio, Zinasco.

## Demografia
| Variação demográfica do município entre 1861 e 2011                               |
|                                                                                   |
| Fonte: Istituto Nazionale di Statistica (ISTAT) - Elaboração gráfica da Wikipedia |